# Tara Whitten
Tara Alice Whitten (Edmonton, 13 juli 1980) is een Canadese wielrenster, die voornamelijk actief is op de baan. Ze werd driemaal wereldkampioene op de baan in het omnium en de puntenkoers. Ze werd tweemaal Canadees kampioene tijdrijden op de weg.
Ze won namens Canada brons op de Olympische Zomerspelen 2012 in Londen in de ploegenachtervolging samen met Gillian Carleton  en Jasmin Glaesser. Vier jaar later, op de Olympische Zomerspelen 2016 in Rio de Janeiro, werd ze zevende in de tijdrit op de weg.
Op de Gemenebestspelen 2010 in Delhi won ze de tijdrit op de weg.
Whitten reed in 2011 bij Team Tibco.

## Palmares
2009
- Canadees kampioene tijdrijden
- Wereldkampioenschappen baanwielrennen, Omnium
- Eindklassement en 2e etappe Tour De Pei

2010
- Wereldkampioenschappen baanwielrennen, Omnium
- Wereldkampioenschappen baanwielrennen, Puntenkoers
- Tijdrit Commonwealth Games
- Canadees kampioenschap tijdrijden

2011
- Wereldkampioenschappen baanwielrennen, Omnium
- Canadees kampioenschap tijdrijden

2012
- Proloog The Exergy Tour
- Olympische Ploegenachtervolging
- Wereldkampioenschappen baanwielrennen, Ploegenachtervolging

2015
- Pan-Amerikaans kampioenschap tijdrijden

2016
- Canadees kampioene tijdrijden
- Eind- en bergklassement Cascade Cycling Classic
  - 2e etappe (tijdrit) en 5e etappe
- GP de Gatineau